# Resident Evil: Operation Raccoon City
Resident Evil: Operation Raccoon City (рус. Обитель зла: Операция "Раккун Сити") — кооперативный тактический шутер от третьего лица, разработанный Slant Six Games и изданный Capcom. Игра является реинкарнацией событий осени 1998 года, имевших место в Раккун-сити. Релиз проекта состоялся 23 марта 2012 года.

## Игровой процесс
В отличие от других игр серии эта создана по принципу экшн-шутера, позволяя персонажам одновременно бежать и стрелять (по аналогии с играми серии Gears of War). В игре появилась более продвинутая система укрытий, герой может прижиматься к стенам или укрываться за различными объектами, просто подходя к ним вплотную.
Здоровье каждого персонажа измеряется округлой шкалой из 6 сегментов. Кроме того, в игре реализована система статусов здоровья у персонажа: при кровотечении герой медленно теряет здоровье и становится уязвимой приманкой для зомби (которые чуют его запах крови), а при заражении вирусом персонаж теряет здоровье намного быстрее и видит искажённым зрением. В случае смерти от вируса герой возрождается как зомби, оставаясь в таком виде играбельным персонажем, пока его не убьют и не воскресят союзники. Полученные ранения можно лечить Спреем Первой Помощи (лечит только ранения) и Антивирусным Аэрозолем (подавляет вирус в крови), которые можно носить с собой в качестве аптечек и исцелять союзников при близком контакте во время самолечения. Кроме того, в качестве лекарства можно потреблять и традиционные для серии игр «лечебные травы».
Игра дает игроку возможность стать на сторону Umbrella Security Service, или U.S. Special Operations Taskforce (DLC), пройдя через испытания, которые встают перед бойцами отрядов. Кроме одиночной игры, игрок также может подключиться к своим друзьям и пройти сюжетную линию в кооперативе до 4 человек.
Зомби оснащены органами слуха и обоняния, могут видеть, слышать, чувствовать запах крови и т. п. Однако из игры исчезло чувство «цепляния за соломинку», как в Resident Evil 2 и Resident Evil 3, в которых делался упор на логическую составляющую в борьбе с противниками. В новой игре герои оснащены мощным вооружением, в отличие от героев старых игр, и инфицированные уже не представляют такую угрозу, как раньше. В начальных играх приближаться к зомби было опасно, здесь же можно запросто прорваться сквозь толпу противников, и даже захватывать зомби, используя его как живой щит.
Ещё одной особенностью является то, что игра за каждого из героев отличается от остальных игровым процессом. В игре, с учётом её направленности на кооперативное прохождение или онлайн-матчи, реализована система классов для сюжетных персонажей обоих фракций. Всего в игре 6 классов: врач (Берта и Харли), учёный (Эрудитка и Шона), штурмовик (Лупо и Ди-Эй), подрывник (Весельчак и Солдатка), наблюдатель (Призрак и Тусовщица) и разведчик (Вектор и Ива). Каждый герой имеет особые навыки и способности, присущие его классу. Так, например, разведчик Вектор может становиться невидимым, благодаря своему особому костюму, а наблюдатель Призрак видит на мини-карте врагов и предметы.

### Мультиплеер
Помимо прохождения одиночной кампании в игре предоставлены несколько кооперативных режимов игры:
- Team Attack — традиционный для серии игр режим «Наёмники», но под другим названием. Побеждает игрок с самым большим числом очков убийств.
- Biohazard — действие происходит в лабораториях. Цель — переключая монорельсовый конвейер, сопроводить образцы G-вируса к своей командной точке.
- Survivors — отбиваясь от волн заражённых, необходимо продержаться до прибытия эвакуационного вертолёта.
- Heroes — режим, позволяющий сыграть за знаковых персонажей серии. Цель — уничтожить 4 таких персонажей вражеской команды и защитить свою четвёрку. На стороне Спецназа сражаются Леон Скотт Кеннеди, Клэр Редфилд, Джилл Валентайн и Карлос Оливэйра. На стороне «Волчьей Стаи» — Ханк, Одинокий Волк, Николай Зиновьев и Ада Вонг.
- Nemesis Mode (эксклюзивный только для Xbox 360) — игрокам предоставляется возможность взять под свой контроль Немезиса, который может оказать неоценимую поддержку в бою за счёт своей огромной физической силы и табельного минигана. Цель — получить данные о корпорации «Umbrella» и не дать вражеской команде сделать то же самое.

### Атмосфера
В Resident Evil: Operation Raccoon City разработчики снова обещали вернуть атмосферу мрачного ужаса. По словам разработчиков, игрок на самом деле смог бы почувствовать себя запертым в городе-призраке с сотнями тысяч монстров. Кроме того, нам предстоит борьба не только с инфицированными существами, но и с героями оригинальной серии, такими как Леон, Джилл и Клэр, а также с отрядом Spec Ops. Хотя, по мнению многих, это не удалось.

## Сюжет
История разворачивается в 1998 году, во времена событий Resident Evil 2 и Resident Evil 3: Nemesis, когда из-за T-вируса в Раккун-Сити началось нашествие зомби. Это реинкарнация событий оригинальных игр, но на сей раз нам дают возможность кардинально изменить ход событий истории Resident Evil и повернуть её совсем в другое русло. Играть предстоит за одного из спецназовцев Umbrella Security Service (часть службы безопасности Umbrella Corporation) или за одного из членов отряда Spec Ops — правительственных сил специального назначения. Оба отряда имеют разные цели и методы их достижения. USS должны уничтожать все улики и доказательства нелегальной деятельности корпорации «Амбрелла», включая всё, что связано с восстанием зомби, а также убирать всех свидетелей катастрофы, дабы предотвратить утечку информации (убить можно даже протагонистов из оригинальных игр — тем самым поменяв историю Resident Evil). Spec Ops же должны расследовать причины катастрофы и связать их с корпорацией «Амбрелла». Игра снова показывает историю событий, произошедших в Раккун-Сити, но теперь с другого ракурса, а также то, как всё могло случиться. Появятся множество знакомых героев из предыдущих частей, включая Леона Кеннеди (который станет основной целью отряда USS), Клэр Редфилд, Джилл Валентайн и многих других.
Сюжет игры не является каноничным, то есть не влияет на происходящее в остальных произведениях вселенной Resident Evil. Игроку даётся необычная для серии возможность менять ход уже случившейся истории, принимать решения и менять тем самым судьбу вселенной. В игре раскрывается множество интересных фактов, остававшихся до этого за кадром. Например, в одной из миссий USS мы принимаем участие в программировании известного фанатам серии тирана «Амбреллы» — Немезиса — на охоту за выжившими членами S.T.A.R.S.

### Umbrella Security Service «Delta»
Сюжет начинается в канализации под Раккун-Сити, неподалёку от лаборатории «Umbrella», когда командир отряда «Альфа» Ханк встретился с бойцами отряда USS «Дельта», также известными под кодовым именем «Волчья стая» («Wolfpack»). Цель миссии — отобрать у учёного корпорации Уильяма Биркина образцы G-вируса. Бойцы штурмуют лабораторию, убивая сотрудников отряда UBCS (Umbrella Biohazard Countermeasure Service), и добираются до Биркина. Однако всё пошло не по плану. Один из бойцов Ханка стреляет в Биркина, тот вкалывает себе G-вирус и мутирует. К тому же, Биркин договорился со спецслужбами о его эвакуации, поэтому члены отряда Spec Ops тоже начали штурмовать лабораторию. В итоге команде «Дельта» удалось уйти, но Ханк потерял образец вируса и ушёл за ним. Город подвергся заражению Т-вирусом.
Спустя неделю город был уже инфицирован. Полиция перекрыла все входы и выходы Раккун-Сити. Командование USS свалило утечку вируса на отряд «Дельта», поэтому им придется уничтожать улики и прикрыть причастность корпорации к катастрофе. Первая остановка — мэрия города. Во время миссии члены отряда встречаются с лидером взвода «D» отряда UBCS по имени Николай Зиновьев. Его команда была послана в Раккун-Сити, чтобы спасти жителей, но большинство членов сами погибли. Оставив Николая, Дельта справляется с заданием, а на одной из видеозаписей видит, как Николай оставил свой отряд на поедание зомби. Отряд «Дельта» покидает мэрию.
«Umbrella» понимает, что у них нет времени выслеживать всех уцелевших по отдельности, поэтому надо отключить питание во всем городе. Цель этой миссии — получить заряды ЭМИ и использовать их, чтобы отключить генераторы энергоснабжения. Место высадки — вертолётная площадка госпиталя. Однако Николай опережает отряд: он убивает пилота вертолёта, на котором перевозились заряды ЭМИ, ещё на подлете, взрывает госпиталь, а вертолёт терпит крушение около башни с часами. Отряд выживает и направляется к башне. Они находят все заряды ЭМИ и идут к электростанции, где, преодолевая сопротивление Николая и спецназа США, устанавливают заряды на генераторы.
Вскоре отряд узнаёт от командования, что в город был послан Немезис с целью убить членов подразделения полиции «S.T.A.R.S». Однако, его программа была повреждена, и нужно её восстановить. Цель — найти Немезиса и имплантировать ему особого управляющего паразита. Подходящий паразит находится в одной из лабораторий «Umbrella» под «Мёртвым заводом». Отряд «Дельта» проникает на завод и извлекает паразита из головы бездействующего Тирана Т-103. Это приводит к тому, что Тиран оживает, и, оставшись без управления, атакует всех поблизости. Группа уходит от Тирана и встречает Немезиса, ведущего беспорядочный огонь из Гатлинга. «Успокоив» Немезиса, «Волчья стая» вкалывает ему паразита, и его программа восстанавливается. Немезис вооружается ракетницей и отправляется на задание по сюжету Resident Evil 3.
До командования дошли сведения о том, что шеф полиции Брайан Айронс, прикрывающий деятельность корпорации «Umbrella», собирает данные для того, чтобы дискредитировать корпорацию. Цель — уничтожить эти данные. Отряд справляется с заданием и собирается эвакуироваться на вертолёте, но в это время полицейская машина, в которой ехали новобранец Леон С. Кеннеди и Клэр Редфилд, потерпела крушение, и оба остались живы. Командир дал приказ убить Леона, но группа упустила его, и командир оставил отряд «Дельта» умирать. «Umbrella» начала скидывать армию Хантеров МА-121 и Тиранов Т-103, один из которых и был запрограммирован убить Леона. Отряд добрался до безопасного убежища, однако командование USS отказалось связываться с «Волчьей стаей».
Чтобы связаться с USS, «Волчья стая» прибегла к отчаянным действиям — члены отряда истребили очень много инфицированных и B.O.W., дабы привлечь внимание командования. «Umbrella» дала шанс Стае показать себя и сообщает, что в лабораторию корпорации проникли шпионы. Задача — опознать шпионов и убить их. Лаборатория кишела инфицированными, но Стая находит одного из шпионов — Аду Вонг. Она всё же сбегает. Позже неожиданно для всех активировалась система самоуничтожения комплекса. Также командование и отряд узнали, что Леон Кеннеди уже внутри и получил конфиденциальную информацию об «Umbrella». Таким образом Леон стал главной целью USS. Но преследовать его было бесполезно, так как лаборатория была готова взорваться. USS выбираются из комплекса, скинув с лифта мутировавшего Тирана Т-103.
Вскоре корпорация перехватила звонок от Леона Кеннеди. Он, Клэр и Шерри, дочь Уильяма Биркина, находятся на ж/д станции Лонздейл. Шерри была инфицирована G-вирусом и получила противоядие. Цель миссии — убить Кеннеди и доставить Шерри корпорации. Половина из отряда начала сомневаться, можно ли доверять корпорации. Отряд находит выживших, но там их ждут солдаты Spec Ops. В ходе перестрелки Леон получает ранение (что странно, так как в ходе игры он хорошо стоит на ногах, к тому же у него на груди не было повязки).
Игроку предстоит выбор. Перестрелка будет происходить внутри станции, где нужно будет убить 2-х предателей, независимо от выбора концовки: во время кооперативной игры каждый игрок решает сам какую сторону ему выбрать. Если случится так, что все 4 игрока выберут одну сторону, то вторую сторону возьмет на себя NPC-спецназ USS или Spec Ops.
1) Защитить Леона С. Кеннеди — нужно просто убить бойцов отряда, поддержавших корпорацию (Леон будет отстреливаться, но стоять на месте). Остальные 2 бойца отпустят тройку выживших; они собираются «вывернуть корпорацию наизнанку».
2) Казнить Леона С. Кеннеди — нужно убить и Леона, и тех бойцов отряда, которые отказались служить «Umbrella». После перестрелки Леон умирает, один из членов отряда «лоялистов» стреляет в Клэр, а Шерри доставляют в корпорацию. Если есть игроки, выбравшие сторону за Леона, то он будет неуязвим, пока живы предатели.

### U.S. Special Operations Taskforce «Echo-6»
Сюжет начинается с того, что отряд «Эхо-6» правительственной организации Spec Ops был послан в Раккун-Сити, с целью узнать, что там произошло. Цель миссии — добраться до R.P.D. и получить данные о катастрофе в Раккун-Сити. Команда обнаруживает в городе помимо инфицированных ещё неизвестных солдат (USS), которые атакуют команду. Расправившись с ними, бойцы подходят к полицейскому участку. Около здания они встречают члена подразделения полиции «S.T.A.R.S» Джилл Валентайн, которая спасается от чудовища (Немезис), посланного «Umbrella». Монстр так толкнул автобус, что он перегородил вход в участок. Все пятеро начали искать безопасное место. Вскоре Джилл называет себя бойцам и говорит, что можно найти данные о корпорации в мэрии, потом убегает. «Echo-6» двигается дальше. Бойцы спасают других членов отряда, убив солдат USS и отбив атаку Немезиса.
По совету Джилл отряд отправился в мэрию. Цель — добыть данные о корпорации «Umbrella». По пути отряд спасает солдата UBCS Карлоса Оливейра. Их отряд был послан в город, чтобы спасти жителей. Карлос сообщает, что солдаты USS устанавливает бомбы по всей мэрии. Команда добирается до мэрии, перебивает бойцов корпорации, обезвреживает мины и находит карту, в которой отпечатаны все входы в лабораторию «Umbrella» под городом.
Одним из таких проходов является водосток около башни с часами. Цель — найти проход к корпорации «Umbrella». По пути бойцы видят, как Немезис уничтожает вертолет и пытается убить Джилл и Карлоса. Отряд идёт спасать их, но опаздывает: Немезис инфицировал Джилл G-вирусом (не Т-вирусом, так как от этого вируса нет противоядия), и Карлос уносит её в башню. Немезис очнулся и начал преследовать «Эхо-6». Бойцы уходят в водосток, и, пробираясь сквозь солдат USS, добираются до литейного завода. Но там их настигает Немезис. Впрочем, отряд побеждает его, сбросив на него котлы с плавильным металлом. Немезис нейтрализован, но не убит, но это даёт время отряду уйти от него.
Цель следующей миссии — найти проход к лаборатории «Umbrella». По пути в канализации отряд сталкивается с Клэр Редфилд. Она потеряла Шерри Биркин, и её надо найти. Командование объясняет, что Шерри — дочь Уильяма Биркина, учёного, который связался с правительством за неделю до катастрофы, исчез, и теперь Шерри — единственная ниточка, ведущая к нему. По пути бойцы и Клэр разделяются. Вскоре «Эхо-6» встречают Шерри, они помогают её пройти сквозь толпы зомби и добраться до бойцов в целости. Но она не знает, и знать не хочет, где её отец. Вскоре их атакует неизвестный противник, которого Шерри узнала сразу — это Биркин. Клэр пришла и ушла с Шерри, пока Эхо-6 устранила его. И к тому же, отряд добрался до входа в лабораторию.
Цель следующей миссии — проникнуть в лабораторию и получить информацию о её исследованиях. Таким образом командование, а затем и правительство узнали, что причиной инфицирования Раккун-Сити стал Т-вирус, но его утечка остается загадкой. Все равно — вина «Umbrella» в этом инциденте доказана. Но возникает проблема — у Шерри в медальоне все это время был G-вирус, и Тиран Т-103 запрограммирован на его изъятие. Команда останавливает программу, затем активируют систему уничтожения комплекса и убираются оттуда. В это время паразиты атакуют Тирана, мутируя в нового ужасного монстра.
И все же нужно найти Шерри Биркин прежде, чем это сделает USS. Корпорации принадлежит завод по обработке отходов. Цель — добраться до места и уничтожить все силы «Umbrella». По пути отряд обнаруживает вертолеты корпорации, судя по всему, они направлялись на завод (но так казалось лишь ранее). Пережив тяжелую битву, солдаты проникают на завод. Там их ждала одна из отряда Delta USS — Кристина Ямата (Эрудитка). Это ловушка — вертолеты скинули Тиранов Т-103, а все двери заперли. Командование присылают рельсотрон, и «Echo Six» уничтожают всех Тиранов.
Командование получило звонок от офицера Леона С. Кеннеди. Он, Клэр и Шерри находятся на ж/д станции Лонздейл, и их атакует USS. Отряд спешат на вызов. Цель — найти и эвакуировать выживших. Команда и выжившие встречаются, но тут же разделяются. Пробираясь через вражеских солдат в обратном направлении по станции, «Эхо-6» добираются до Леона, но видят огромную яму в земле и решают использовать её как площадку для посадки эвакуационного вертолёта. Оказавшись в этой яме, их атакует Тиран-Паразит из комплекса. Наступает финальная битва. Леон помогает солдатам, стреляя в монстра, а также скинув ящик с боеприпасами. Вскоре прибывает вертолет Spec Ops. Отряд нейтрализовал монстра, а затем один из них (за кого играешь) добил его. Леон хочет продолжить дело о ликвидации «Umbrella», а Клэр продолжит поиски брата Криса. Выжившие улетают, но команда остается по приказу продолжить исследовать Раккун-Сити.

## Премьера

Официальный логотип проекта.

Официальный анонс игры состоялся утром 28-го марта 2011 года, впервые на публике игра показалась на страницах журналов Official Xbox Magazine и Official PlayStation Magazine 5-го апреля этого же года.
Выпуск консольной версии Resident Evil: Operation Raccoon City состоялся 20 марта 2012 года в США, 23 марта в Европе и России, 26 апреля в Японии. Выход версии игры на Windows состоялась 18 мая 2012 года. Утечка готовой игры в сеть произошла 4 мая 2012 года.

## Критика
| Сводный рейтинг       | Сводный рейтинг                           |
| Агрегатор             | Оценка                                    |
| --------------------- | ----------------------------------------- |
| GameRankings          | (PC) 52,67 % (X360) 52,62 % (PS3) 48,17 % |
| Metacritic            | (X360) 52/100 (PS3) 52/100 (PC) 48/100    |
| Иноязычные издания    |                                           |
| Издание               | Оценка                                    |
| Destructoid           | 7,5/10                                    |
| Edge                  | 3/10                                      |
| Eurogamer             | 4/10                                      |
| G4                    | 3,5/5                                     |
| Game Informer         | 6/10                                      |
| GameRevolution        | [ 16 ]                                    |
| GameSpot              | 4,5/10                                    |
| GamesRadar+           | [ 18 ]                                    |
| IGN                   | 4/10                                      |
| OXM                   | 7/10                                      |
| The Guardian          | [ 21 ]                                    |
| GameShark             | B                                         |
| GTM                   | 3/10 (offline) 3/10 (online)              |
| Русскоязычные издания |                                           |
| Издание               | Оценка                                    |
| PlayGround.ru         | 6,2/10                                    |

Resident Evil: Operation Raccoon City получила неоднозначные отзывы критиков. Агрегаторы GameRankings и Metacritic оценили версию для PC в 52,67% и 48/100, версию для Xbox 360 — 52,62% и 52/100 и версию для PlayStation 3 — 48,17% и 52/100.